# Corme-Écluse
Corme-Écluse är en kommun i departementet Charente-Maritime i regionen Nouvelle-Aquitaine i sydvästra Frankrike. Kommunen ligger  i kantonen Saujon som ligger i arrondissementet Saintes. År 2022 hade Corme-Écluse 1 278 invånare.

## Befolkningsutveckling
Antalet invånare i kommunen Corme-Écluse
Referens:INSEE